# أليكساندر لودوفيك
أليكساندر لودوفيك (18 يونيو 1990 في فرنسا - ) هو لاعب كرة قدم برتغالي في مركز جناح ‏. شارك مع منتخب البرتغال تحت 20 سنة لكرة القدم ومنتخب البرتغال تحت 21 سنة لكرة القدم. أما مع النوادي، فقد لعب مع زمبرو تشيسيناو ونادي كريتيل ونادي تشافيس ونادي فييرينسي ونادي سانتا كلارا.

## وصلات خارجية
- أليكساندر لودوفيك على موقع قاعدة بيانات كرة القدم.إي يو (الإنجليزية)
- أليكساندر لودوفيك على موقع Soccerway.com (الإنجليزية)